# Daniel Colas
Daniel Colas, est un acteur, dramaturge, metteur en scène et cinéaste français. De 2006 à 2011, il a été directeur du théâtre des Mathurins.

## Biographie
Élève au Centre national d’art dramatique, puis au Conservatoire national supérieur d’art dramatique de Paris, il en sort en 1970 avec un premier prix. Deux ans plus tard, il se voit remettre le prix Gérard-Philipe (Grand prix de la ville de Paris 1972). Très tôt, il est sollicité pour le grand écran par des cinéastes tels Yves Allégret, Alain Cavalier, Bertrand Blier, Philippe Labro, et par la télévision, pour laquelle il tourne de nombreux téléfilms.
Mais c’est au théâtre qu'il trouve sa vraie voie, grâce notamment à sa collaboration avec Jacques Mauclair, que Daniel Colas reconnaît comme l’un de ses maîtres. Celui-ci lui confie les rôles principaux de deux pièces qui vont rencontrer un grand succès : Les Adieux de la Grande-duchesse de Bernard Da Costa, avec Tsilla Chelton, et Le Locataire de Joe Orton, aux côtés, notamment, de Madeleine Robinson. Puis viennent Colombe de Jean Anouilh, Le Sexe faible d’Édouard Bourdet, Fantasio de Musset, Britannicus de Racine, etc.
Il cherche au fil des années d’autres moyens d’expression et fait paraître chez Julliard en 1973 son premier roman, Tire-toi tendresse. Il n’abandonne pas le théâtre, mais c’est surtout comme auteur dramatique et comme metteur en scène qu’il intervient désormais. On lui doit ainsi une dizaine de pièces et une cinquantaine de mises en scène.
Daniel Colas a également réalisé trois films pour le cinéma et une dizaine de captations télévisuelles.
Ses derniers spectacles ont valu à Michel Galabru d'obtenir le Molière du Meilleur Comédien  dans Les Chaussettes, opus 124; et les nominations au Molière du Meilleur comédien pour Daniel Russo dans Les Autres Jean-François Balmer dans Henri IV, le bien-aimé, ainsi que Béatrice Agenin dans Un certain Charles Spencer Chaplin et dans La Louve.
Il Travaille également dans le doublage.
Daniel Colas est le père de l'actrice Coralie Audret.

## Théâtre

### En tant qu'acteur
- 1965 : Don Juan et Faust de C. Diétrich Grabb, mise en scène Armel Marin, théâtre 347
- 1966 : Caroline a disparu de André Haguet et Jean Valmy, mise en scène Jacques-Henry Duval, tournées Charles Baret
- 1968 : La Puce à l'oreille de Georges Feydeau, mise en scène Jacques Charon, théâtre Marigny
- 1969 : Le Menteur de Goldoni, mise en scène Marcelle Tassencourt, théâtre de la Renaissance
- 1969 : Les Chaises d'Eugène Ionesco, mise en scène Jacques Mauclair, tournée
- 1970 : Les Adieux de la Grande-duchesse de Bernard Da Costa, mise en scène Jacques Mauclair, théâtre de Poche Montparnasse.
- 1971 : De doux dingues de Joseph Carole, mise en scène Jean le Poulain, théâtre Marigny
- 1972 : Le Locataire de Joe Orton, mise en scène Jacques Mauclair, théâtre Moderne
- 1973 : Rivaux d'eux-mêmes de Carlo Goldoni, mise en scène Jacques Mauclair, hestival du Marais hôtel d'Aumont, théâtre Hébertot
- 1974 : Le Sexe faible d'Édouard Bourdet, mise en scène Jean-Laurent Cochet, théâtre de l'Athénée
- 1974 : Colombe de Jean Anouilh, mise en scène Jean Anouilh et Roland Piétri, comédie des Champs-Élysées
- 1976 : La Maille de Daniel Colas, mise en scène de l'auteur, théâtre 347
- 1977 : La Ménagerie de verre de Tennessee Williams, mise en scène Marcel Lupovici, théâtre 347
- 1981 : Monsieur Dehors de Claude Reichman, mise en scène de Daniel Colas, théâtre des Mathurins
- 1984 : Chacun pour moi ! de Daniel Colas, mise en scène de l'auteur, théâtre de la Gaîté-Montparnasse
- 1986 : La Voisine de Daniel Colas, mise en scène de l'auteur, théâtre La Bruyère
- 1987 : Britannicus de Racine, mise en scène Jean Leuvrais, Carré Silvia-Monfort
- 1994 : Le Voleur d'instants de Daniel Colas, mise en scène de l'auteur, théâtre Rive Gauche
- 1995 : L'Amant, la petite douleur de Harold Pinter, mise en scène Daniel Colas, théâtre Rive Gauche
- 1995 : Kean de Alexandre Dumas, mise en scène Jean-Paul Zehnacker, festivals.
- 1996 : Huis Clos de Jean-Paul Sartre, Tournée.
- 1997 : Vilains, pas beaux de Daniel Colas, mise en scène de l'auteur, théâtre de la Gaîté-Montparnasse
- 1998 : Tromper n'est pas jouer de Patrick Cargill, mise en scène Daniel Colas, théâtre Saint Georges
- 2002 : Putain de soirée de Daniel Colas, mise en scène de l'auteur théâtre du Gymnase Marie-Bell
- 2005 : Charlotte Corday de Daniel Colas, mise en scène de l'auteur, Petit Hébertot
- 2006 : Atrocement vôtre de Daniel Colas, mise en scène de l'auteur, théâtre des Mathurins
- 2008 : Bains de minuit de Jack William Sloane, mise en scène Daniel Colas, théâtre des Mathurins
- 2010 : Charlotte Corday de Daniel Colas, mise en scène de l'auteur, théâtre des Mathurins
- 2010 : Une heure trois quarts avant les huissiers ! de Serge Serout, mise en scène Daniel Colas, théâtre des Mathurins
- 2014 : Huis Clos de Jean-Paul Sartre, mise en scène Daniel Colas, théâtre de Poche Montparnasse
- 2021 : En attendant l'ornithorynque, mise en scène Daniel Colas, Festival d'Avignon, Théâtre des Trois Soleils
- 2023 : L'improbable rencontre… mise en scène Daniel Colas, Théâtre de Passy.

### En tant que metteur en scène
- 1976 : La Maille de Daniel Colas, théâtre 347
- 1980 : Monsieur Dehors de Claude Reichman, théâtre des Mathurins
- 1981: Mangeuses d'hommes de Daniel Colas, Café d'Edgar
- 1984 : Chacun pour moi ! de Daniel Colas, théâtre de la Gaîté-Montparnasse
- 1985 : La Voisine de Daniel Colas, théâtre La Bruyère
- 1986 : Soudain l'été dernier de Tennessee Williams, théâtre de la Plaine
- 1986 : Allo, Jean-Baptiste d'Arlette Didier, théâtre Daniel-Sorano
- 1989 : Huis Clos de Jean-Paul Sartre, théâtre du Lucernaire
- 1990 : Femmes à lunettes de Daniel Colas, théâtre d'Edgar
- 1991 : Quand épousez-vous ma femme ? de Jean-Bernard Luc et Jean-Pierre Conty
- 1991 : Allo Maman de Yvan Varco et Georges Beller
  - 1992 : Chacun pour moi de Daniel Colas, mise en scène de l'auteur, Théâtre Michel
- 1993 : Tromper n'est pas jouer de Patrick Cargill, théâtre de la Michodière
- 1993 : L'ironie du sort de Marcel Mithois, galas Karsenty-Herbert
- 1994 : Durant avec un T de Julien Vartet, théâtre Édouard VII
- 1994 : Le Voleur d'instants de Daniel Colas, théâtre Rive Gauche
- 1996 : Archibald de Julien Vartet, théâtre Édouard VII puis théâtre des Mathurins
- 1996 : Trésor public de Jean-Jacques Bricaire, théâtre Fontaine
- 1996 : Cinéma parlant de Julien Vartet, théâtre des Mathurins
- 1997 : Vilains, pas beaux de Daniel Colas, théâtre de la Gaîté-Montparnasse
- 1997 : Tromper n'est pas jouer de Patrick Cargill, théâtre Saint Georges
- 2002 : Putain de soirée de Daniel Colas, théâtre du Gymnase Marie-Bell
- 2005 : Charlotte Corday de Daniel Colas, théâtre du Nord-Ouest, Petit Théâtre Hébertot
- 2006 : Atrocement vôtre de Daniel Colas, théâtre des Mathurins
- 2007 : Les Chaussettes, opus 124 de Daniel Colas, théâtre des Mathurins et  tournée
- 2007 : Eva de Nicolas Bedos, théâtre des Mathurins
- 2007 : Check-up de Serge Serout, théâtre des Mathurins
- 2007 : Champagne, pour tout le monde de Serge Serout, théâtre des Mathurins
- 2008 : Tonton Léon Story de Serge Serout, théâtre des Mathurins
- 2008 : Bains de minuit de Jack William Sloane, théâtre des Mathurins
- 2009 : Le facteur sonne toujours deux fois de James M. Cain, théâtre des Mathurins
- 2009 : Les Autres : Michu - Les Vacances - Rixe de Jean-Claude Grumberg, théâtre des Mathurins
- 2010 : Une heure trois quarts avant les huissiers ! de Serge Serout, théâtre des Mathurins
- 2010 : Charlotte Corday de Daniel Colas, théâtre des Mathurins
- 2010 : Henri IV, le bien-aimé de Daniel Colas, théâtre des Mathurins
- 2011 : Hollywood de Ron Hutchinson, théâtre Antoine
- 2012 :  Henri IV, le bien-aimé de Daniel Colas, tournée
- 2012 : Kaas chante Piaf de Patricia Kaas, tournée internationale
- 2014 : Hollywood de Ron Hutchinson, théâtre de la Michodière
- 2014 : Huis Clos de Jean-Paul Sartre, théâtre de Poche Montparnasse
- 2015 : Un certain Charles Spencer Chaplin de Daniel Colas, théâtre Montparnasse
- 2016 : La Louve de Daniel Colas, théâtre La Bruyère
- 2016 : Brasseur et les enfants du paradis de Daniel Colas, Théâtre du Petit Saint Martin
- 2017 : Bankable de Philippe Madral, théâtre Montparnasse
- 2019 : Les Funambules, un combat pour la liberté  de Daniel Colas, Festival d'Avignon, Théâtre des Trois Soleils
- 2021 : En attendant l'ornithorynque, de Daniel Colas, Festival d'Avignon, Théâtre des Trois Soleils
- 2023 : L'improbable rencontre… de Jean-François Pluviaud et  Daniel Colas, Théâtre de Passy.

### En tant qu'auteur
- La Maille (1976 - théâtre 347)
- Mangeuses d'Hommes - (1981 - théâtre d'Edgar)
- Chacun pour moi ! (1984- théâtre de la Gaité Montparnasse)
- La Voisine (1985 - théâtre La Bruyère)
- Femmes à lunettes (1990- festival d'Avignon
- Chacun pour moi  (1992 Théâtre Michel)
- Le Voleur d'instants (1994 - Théâtre Rive Gauche)
- Atrocement vôtre (1995 - théâtre de la Gaité Montparnasse et -  2006 - Théâtre des Mathurins)
- Putain de soirée ! (2002 - théâtre du Gymnase)
- Charlotte Corday (2005 - Petit Théâtre Hébertot et 2009 théâtre des Mathurins)
- Check Up (2007 - théâtre des Petits Mathurins - sous le pseudonyme de Serge Serout)
- Les Chaussettes, opus 124 (2007 - théâtre des Mathurins)
- Bains de Minuit (2008  - théâtre des Mathurins sous le pseudonyme de J.W. Sloane)
- Tonton Léon Story (2009 - théâtre des Mathurins sous le pseudonyme de Serge Serout)
- Une heure trois quarts avant les Huissiers ! (2010 - théâtre des Mathurins sous le pseudonyme de Serge Serout)
- Henri IV, le bien-aimé (2010 - théâtre des Mathurins)
- Un certain Charles Spencer Chaplin  (2015 - théâtre Montparnasse)
- La Louve (2016 - théâtre La Bruyère)
- Brasseur et les enfants du paradis, ( 2016 -Théâtre du Petit Saint Martin)
- Les Funambules, un combat pour la liberté  (2019 - Festival d'Avignon, Théâtre des Trois Soleils)
- En attendant l'ornithorynque, (2021 -Festival d'Avignon, Théâtre des Trois Soleils.)
- L'improbable rencontre…  (2023 - Adaptation pour la scène d'un texte Jean-François Pluviaud - Théâtre de Passy.

## Filmographie

### Cinéma
En tant qu'acteur :
- 1974 : Le Futur aux trousses de Dolorès Grassian
- 1975 : Mords pas, on t'aime d'Yves Allégret : Robert
- 1976 : Le Plein de super d'Alain Cavalier : l'acheteur de la Porsche
- 1978 : Dehors c’est nulle part, court-métrage de Patrick Chapuis
- 1980 : Ras le cœur de Daniel Colas : Julien  - également réalisateur, scénariste et producteur
- 1983 : La Femme de mon pote de Bertrand Blier : le flirt
- 1984 : Rive droite, rive gauche de Philippe Labro : Franchet
- 1988 : Mangeuses d'hommes de Daniel Colas : Hubert - également réalisateur et scénariste
- 1996 : Mon homme de Bertrand Blier : le dragueur
- 2004 : Nuit noire de Daniel Colas : le ministre - également réalisateur et scénariste

En tant que réalisateur :
- 1980 : Ras le cœur  - également scénariste, acteur et producteur
- 1988 : Mangeuses d'hommes - également scénariste
- 2004 : Nuit noire  - également scénariste

### Télévision

#### En tant qu'acteur
- 1968 : Au théâtre ce soir : J'ai 17 ans de Paul Vandenberghe, mise en scène Robert Manuel, réalisation Pierre Sabbagh, théâtre Marigny :  René
- 1970 : Au théâtre ce soir : Un ange passe de Pierre Brasseur, mise en scène de l'auteur, réalisation Pierre Sabbagh, théâtre Marigny : Jacques
- 1971 : Au théâtre ce soir : De doux dingues de Michel André, mise en scène Jean Le Poulain, réalisation Georges Folgoas, théâtre Marigny : Arturo
- 1972 : De sang froid d'Abder Isker : Georges Lucas
- 1973 : Fantasio de Roger Kahane : Fantasio
- 1975 : Au théâtre ce soir : Il était une gare de Jacques Deval, mise en scène Jacques Mauclair, réalisation Pierre Sabbagh, théâtre Édouard VII : Georges
- 1978 : Les Grandes Conjurations, épisode Le Connétable de Bourbon de Jean-Pierre Decourt : Charles Quint
- 1981 : Au théâtre ce soir : Monsieur Dehors de Claude Reichmann, mise en scène Daniel Colas, réalisation Pierre Sabbagh, théâtre Marigny : Antoine
- 1982 : Tenue de soirée de rigueur de Patrick Jamain :
- 1982 : L'Adieu aux as de Jean-Pierre Decourt : Doug
- 1982 : Commissaire Moulin, épisode « Un hanneton sur le dos » de Claude Boissol : Santini
- 1983 : Cinéma 16, épisode « Venise attendra » de Daniel Martino : Gérard
- 1984 : Au théâtre ce soir : Chacun pour moi de Daniel Colas, mise en scène de l'auteur, réalisation Pierre Sabbagh, théâtre Marigny : Max
- 1987 : Marie Pervenche, épisode « Une tigresse dans le moteur » de Claude Boissol : Raphaël

#### En tant que réalisateur
- 1992 : Tromper n'est pas jouer
- 1992 : Le Grand Jeu
- 1993 : Quand épousez-vous ma femme ?
- 1993 : Chacun pour moi !
- 1994 : Allô maman
- 1994 : Les Coucous
- 1995 : Jo
- 2004 : Nuit noire
- 2008 : Les Chaussettes, opus 124 - également scénariste

#### Doublage
- Il dirige la V.F. de la comédie musicale de Paolo Conte "Razmataz".

## Publication
- Auteur d'un roman : "Tire toi Tendresse" (éditions Julliard 1973)

## Distinctions

### Décoration
- Chevalier de l'ordre des Arts et des Lettres

### Récompenses
- 1970 : Premier prix du Conservatoire national supérieur d'art dramatique
- 1972 : prix Gérard-Philipe de la ville de Paris
- 2006 : Grand prix du festival de La Ciotat pour Nuit noire
- 2006 : Grand Prix du festival de Marseille  pour Nuit noire

### Nominations
- Molières 2011 : 
  - Molière de l'auteur francophone vivant pour Henri IV, le bien-aimé
  - Molière du théâtre privé pour Henri IV, le bien-aimé
  - Molières 2016 :
  - Molière de la création visuelle pour Un certain Charles Spencer Chaplin